# Jaqueira (Recife)
Jaqueira é um bairro nobre da zona norte da cidade do Recife e integra a 3.ª Região Político-Administrativa da cidade.

## Histórico
O atual bairro da Jaqueira teve origem em torno de uma propriedade rural chamada Sítio da Jaqueira, pertencente ao comerciante Bento José da Costa.
O bairro da Jaqueira é considerado como o bairro mais nobre do Recife com a maior renda per capita da capital pernambucana, possuindo imponentes prédios, luxuosos apartamentos e flats, sendo habitado predominantemente pelas classes média  e alta. Seu IDH em 2000 era o maior do Recife, sendo naquela época de 0,976.